# 헤이디 라컬스
헤이디 라컬스(네덜란드어: Heidi Rakels, 1968년 6월 22일~)는 벨기에의 전직 유도 선수이다. 1992년 하계 올림픽 여자 미들급에서 동메달을 획득했다.